# Hygrotus curvipes
Hygrotus curvipes är en skalbaggsart som först beskrevs av John Henry Leech 1938.  Hygrotus curvipes ingår i släktet Hygrotus och familjen dykare. Inga underarter finns listade i Catalogue of Life.